# Ameriška suličarka
Ameriška suličarka (znanstveno ime Bothrops asper) je strupena kača iz družine gadov, ki prebiva v Srednji Ameriki in na severu Južne Amerike. Prebiva v različnih življenjskih prostorih v nižinah, pogosto v bližini človeških bivališč. Zaradi svoje razdražljivosti in nepredvidljivosti je glavni vzrok kačjih ugrizov na območju prebivanja.

## Telesne značilnosti
Pri ameriški suličarki je spolni dimorfizem zelo izrazit. Po izvalitvi sta tako samec kot tudi samica sicer enake velikosti, vendar po 7-12 mesecih začnejo samice rasti hitreje. Odrasli osebki merijo v dolžino približno 1,2-1,8 m. Samci nikoli ne presežejo dolžine 1,95 m, medtem ko je povprečna dolžina samic 1,85 m, lahko pa doseže tudi 2,5 m. Samice imajo široko telo in lahko tehtajo tudi več kot 6 kg. Poleg tega imajo večjo glavo, sorazmerno s tem pa tudi večje strupnike (navadno 2,5 cm) in strupne žleze.
Barvni vzorec je podoben tistem pri B. atrox: po telesu so diagonalno razporejene črte in rombi v različnih odtenkih rjave barve. Spodnja stran glave je obarvana bledo rumeno. Mladiči so svetlejše barve, samci pa imajo rumeno obarvani konec repa.

## Življenjski prostor in navade
Ameriška suličarka biva v nižinah v vzhodnem delu Mehike, Srednji Ameriki ter v severnem delu Južne Amerike, kar vključuje Kolumbijo, Ekvador in Venezuelo. Kot nižinska vrsta prebiva na nadmorski višini od 1.200-1.300 m, v Južni Ameriki pa tudi preko 2.500 m. V glavnem prebiva v tropskih deževnih, meglenih in zimzelenih gozdovih, pa tudi v bolj suhih področjih tropskih gozdov.
Je nočna žival, ki se podnevi skriva med odpadlim listjem ali med koreninami. Mladi in odrasli osebki so semiarborealni, kar pomeni, da prebivajo na ali v bližini dreves, pogosto blizu grmovja in nizkih dreves. B. asper slovi po tem, da je zelo razdražljiva in nepredvidljiva ter se lahko premika dokaj hitro. Navadno poskuša pobegniti stran od nevarnosti, nemalokrat pa lahko nenadoma spremeni smer in agresivno napade v samoobrambi. Odrasli osebki, ki so v polni pripravljenosti in nimajo izhoda za pobeg, so še posebej nevarni.

### Prehrana
O nočnem lovu in prehrani je znano le malo. V glavnem se prehranjuje z manjšimi sesalci (npr. miši), pa tudi s ptiči, plazilci in dvoživkami. Mladiči uporabljajo svoj rep kot vabo.

## Razmnoževanje
Spolna zrelost je dosežena pri starosti 1,5 let. Samci se lahko parijo z več samicami večkrat na leto. Na začetku razmnoževalnega cikla se samci nehajo prehranjevati, samice pa pri tretjem mesecu gestacije. Gestacija traja navadno od 180-240 dni, mladiči pa se rodijo živi. Po rojstvu mladičev se samice več mesecev prehranjujejo z veliko večjo količino hrane kot običajno zaradi izčrpanosti. Ameriška suličarka ima lahko velik zarod, tj. tudi do okoli 80-100 mladičev, v povprečju pa 30.

## Strupenost
Ameriška suličarka je pomemben vzrok ugrizov na območju prebivanja. Skupaj s Crotalus durissus je glavni vzrok ugrizov na Jukatanskem polotoku v Mehiki, v Kostariki pa velja za najnevarnejšo kačo, ki predstavlja vzrok za ugrize v 50 % primerov. V nekaterih predelih Kolumbije in Venezuele je vzrok za 50-80 % ugrizov.
Po svoji naravi je razdražljiva in agresivna (bolj kot pa B. atrox) ter hitra in gibčna. Zaradi svoje velikosti in sposobnosti dvigovanja glave visoko nad tlemi ugrizne velikokrat na mestu nad kolenom.
Toksin je kompleksna mešanica različnih sestavin, kot so encimi (npr. fosfolipaza A2), nizkomolekularni peptidi, metalotionein ter ostale molekule. Takoj po ugrizu se sprva lokalno pojavijo bolečina, podplutba, ki se širi navzven od mesta ugriza, oteklina, ki se znatno poveča v času 36 ur, ter mehurji, sistemsko pa še otopelost, blaga vročina, glavobol, slabost, motena zavest, bruhanje, krvavitve iz nosu (epistaksa) in dlesni, izkašljevanje krvi iz pljuč ali dihalnih poti (hemoptiza), krvavitve v prebavilih, nizek krvni tlak (hipotenzija), krvavo uriniranje (hematurija) ter bolečina na pritisk na področju vranice. V primeru nezdravljenega ugriza se pogosto pojavi obsežna nekroza na prizadetem udu, zaradi česar je potrebna amputacija. V nekaterih primerih so bili opisani tudi drugi sistemski učinki, kot so sepsa, znotrajlobanjska krvavitev, akutna odpoved ledvic s hipokaliemijo (zmanjšana količina kalija v krvi) in metabolno acidozo ter hemoragični šok.
Domnevano je, da sta bila agresivnost kače in hude posledice ugriza dejavnika, zaradi katerih so okoli Majevskih naselbin, kot je Nim Li Punit, naselili omenjene kače, ki so služile kot učinkovita obramba pred morebitnimi zavojevalci.

### Zdravljenje
Ogrožena skupina ljudi so predvsem poljedelci. Prva pomoč vključuje v glavnem imobilizacijo prizadetega uda in čimprejšnji transport v bolnišnico. Raziskave so pokazale, da mešanica, sestavljena iz CaNa2 EDTA, serumske frakcije iz B. asper ter polivalentnega protiseruma iz konja, učinkovito inhibira lokalne in sistemske učinke toksina, predvsem krvavitve.